# Warczewiczella amazonica
Warczewiczella amazonica är en orkidéart som beskrevs av Heinrich Gustav Reichenbach och Josef Ritter von Rawicz Warszewicz. Warczewiczella amazonica ingår i släktet Warczewiczella och familjen orkidéer. Inga underarter finns listade i Catalogue of Life.

## Bildgalleri

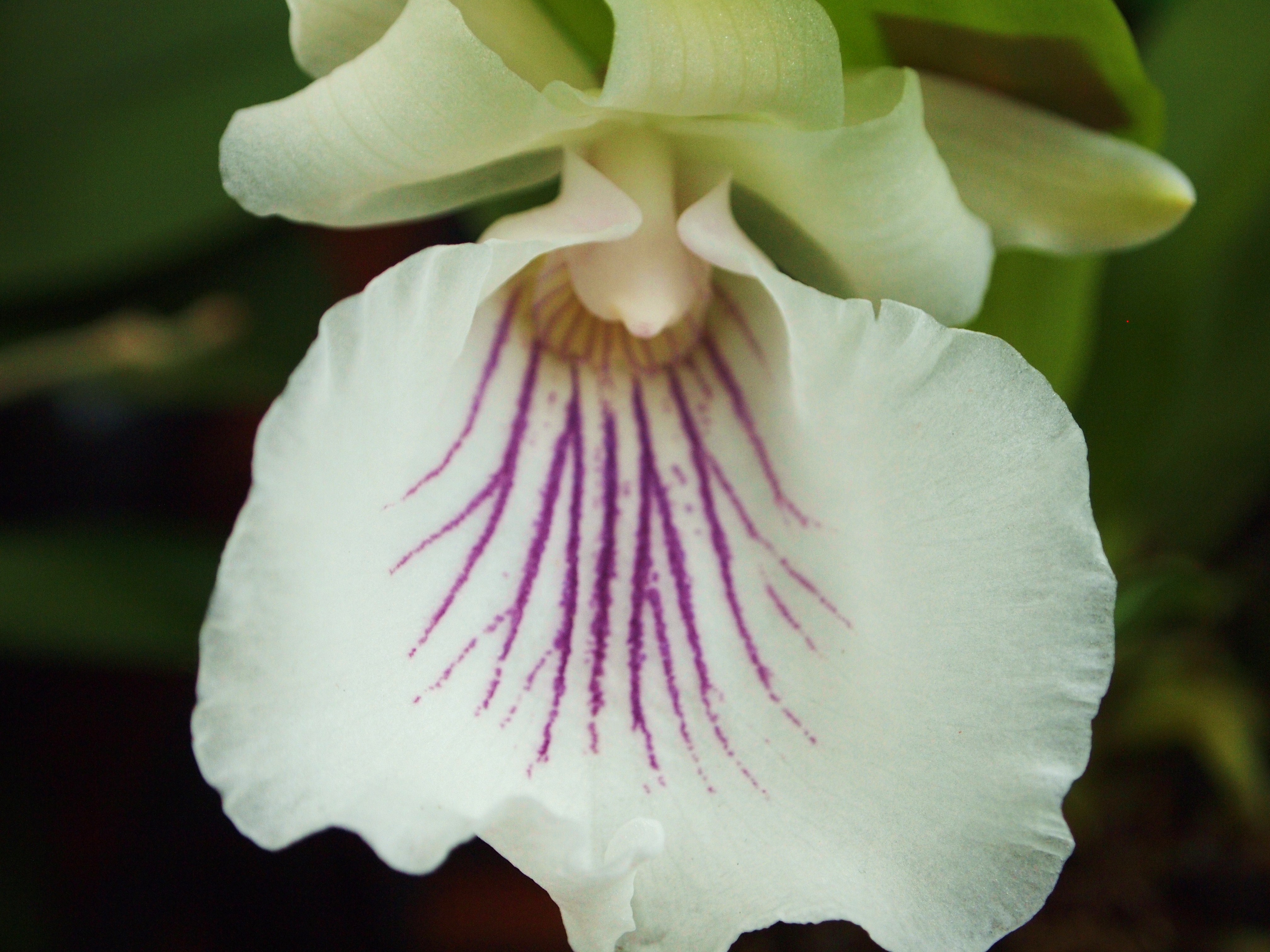
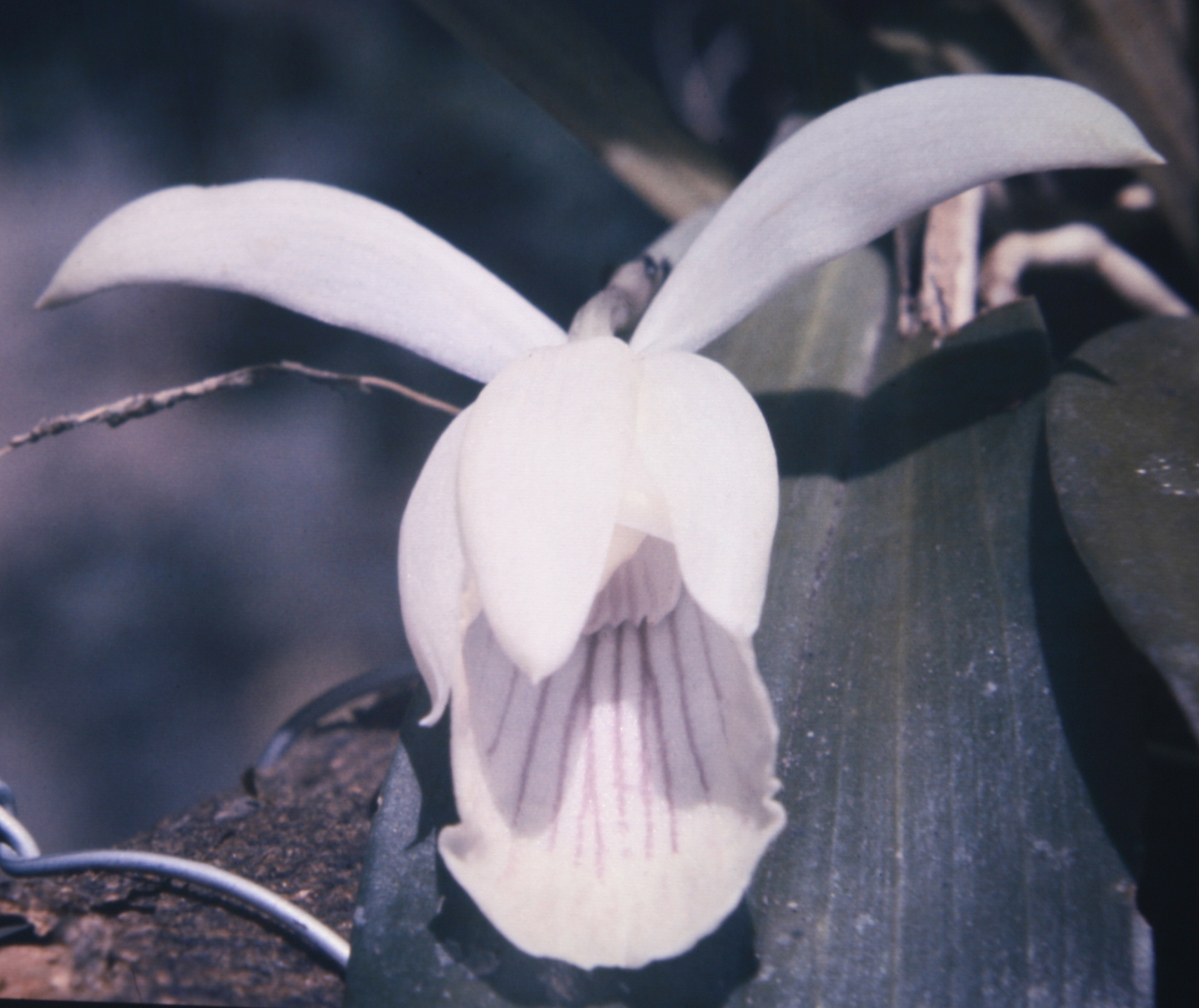
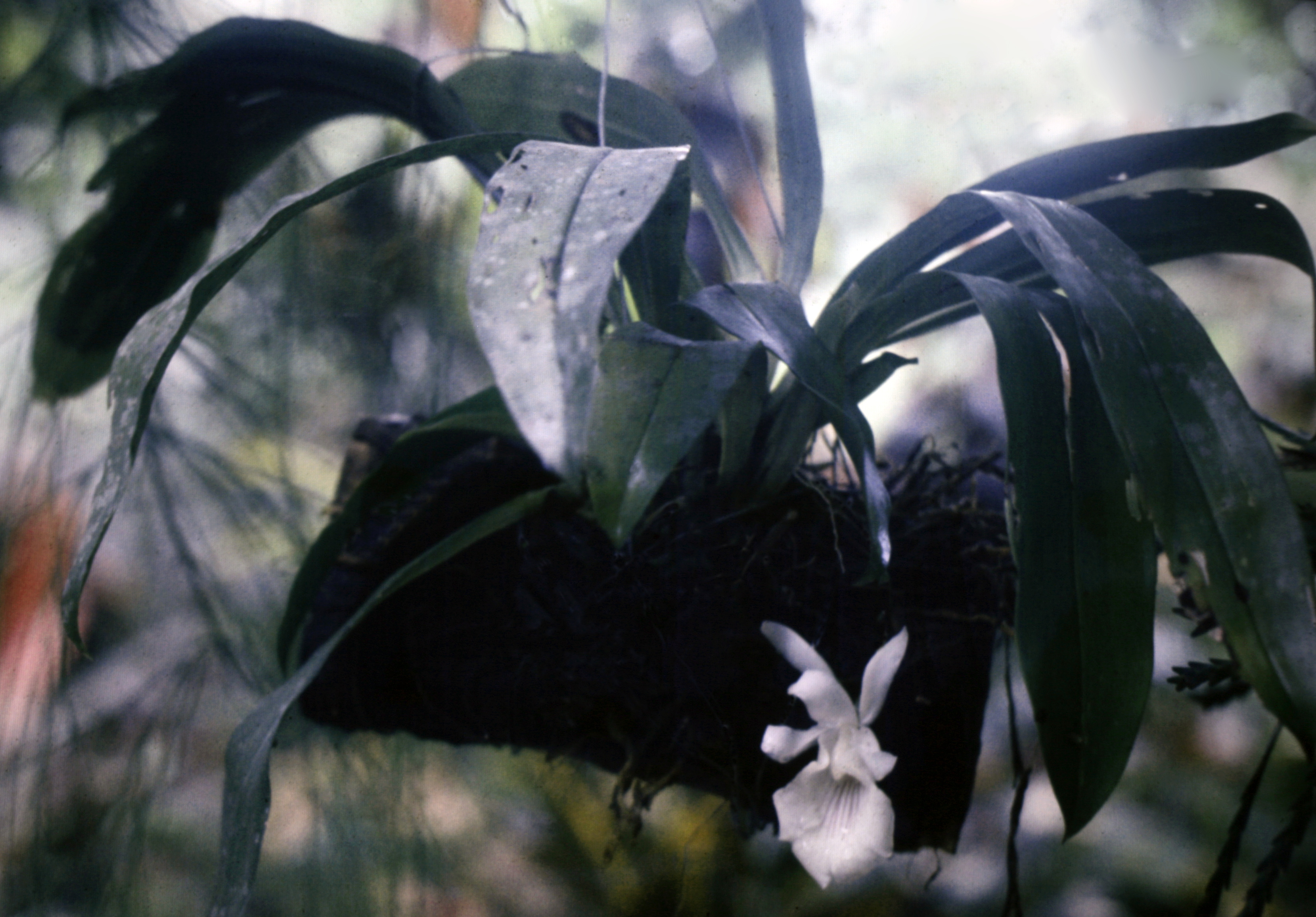
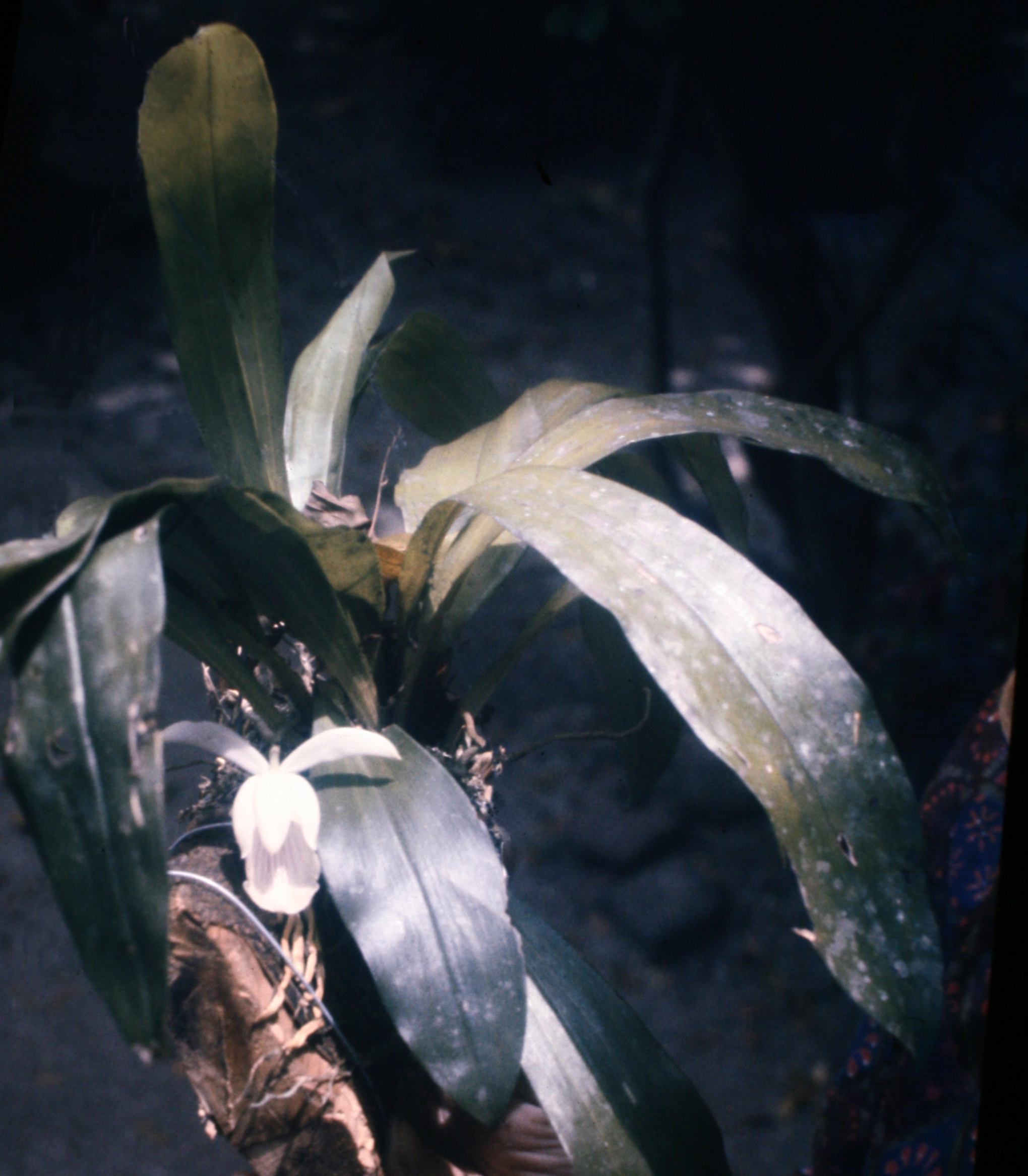